# Clytorhynchus nigrogularis
Monarca-de-garganta-preta (Clytorhynchus nigrogularis) é uma espécie de ave da família Monarchidae.
Pode ser encontrada nos seguintes países: Fiji e Ilhas Salomão.
Os seus habitats naturais são: florestas subtropicais ou tropicais húmidas de baixa altitude e regiões subtropicais ou tropicais húmidas de alta altitude.
Está ameaçada por perda de habitat.